# Molpadia barbouri
Molpadia barbouri är en sjögurkeart som beskrevs av Elisabeth Deichmann 1940. Molpadia barbouri ingår i släktet Molpadia och familjen Molpadiidae. Inga underarter finns listade i Catalogue of Life.